# Constanze Berndt
Constanze Berndt (* 1972) ist eine ehemalige deutsche Schauspielerin und Erziehungswissenschaftlerin. Bekannt wurde sie durch die Hauptrolle im DDR-Kinderfilm Weiße Wolke Carolin.

## Leben
Für die Verfilmung des Kinderbuches Weiße Wolke Carolin von Klaus Meyer castete Regisseur Rolf Losansky insgesamt etwa 4000 Kinder. Die Hauptrolle der „Carolin“ vergab er an die elfjährige Constanze Berndt aus Rostock. Es blieb ihre einzige Hauptrolle in einem Kinofilm. 2004 hatte Berndt einen Auftritt als sie selbst im Kurzfilm Remember, der auf Weiße Wolke Carolin Bezug nimmt.
Berndt verfolgte die Schauspielerei nicht weiter und studierte Pädagogik. Sie promovierte an der Universität Rostock und war dort seit 2007 als Wissenschaftliche Mitarbeiterin beschäftigt. Seit Februar 2020 ist sie als Professorin für Soziale Arbeit und Schule an der Evangelischen Hochschule Dresden tätig. Berndt veröffentlichte mehrere Aufsätze und Schriften.

## Filmografie
- 1985: Weiße Wolke Carolin
- 1985: Filmkinder
- 2004: Remember

## Veröffentlichungen (Auswahl)
- 2010: Elementarbildung in Indien vor dem Hintergrund von Macht und Kultur. Logos-Verlag Berlin.
- 2013: In Orientierung begriffen. Interdisziplinäre Perspektiven auf Bildung, Kultur und Kompetenz. Springer Verlag, mit Maik Walm (Hrsg.).